# 千里川
千里川（せんりがわ）は、大阪府を流れる淀川水系の一級河川。猪名川の支流。昭和40年代から50年代にかけて行われた改修工事以前までは「暴れ川」として治水対策に悩まされてきた。

## 地理
大阪府箕面市内の箕面山から流れ出し、箕面市萱野4丁目・船場西1丁目の藤原橋付近で芋川と合流、豊中市の北西部を流れて豊中市利倉西（園田競馬場付近）で猪名川に合流する。一級河川の指定は箕面市白島から始まる。

## 歴史
昔から地元住民の大切な資源であり、天明（1781年 - 1788年）の頃に起きた天明の大飢饉では地元住民が水を巡って騒動になることもしばしばあったが、洪水や氾濫が相次いで発生し、地元住民を非常に苦しめていた。
昭和42年（1967年7月9日）に発生して死者61名を出した北摂豪雨では過去最悪の被害を受け、これにより千里川の治水対策が見直されることとなり、改修工事が行われるようになった。この改修工事の記念碑が、野畑地区（豊中市立野畑小学校周辺）に残っている。
工事は川を直線化するというものであり、昭和40年代から50年代にかけて行われ、上流の北緑丘周辺から大きくS字形に蛇行していた部分を改修した結果、ほとんど洪水や氾濫などは無くなり、暴れ川と呼ばれなくなった。なお、北摂豪雨による被害は安威川の治水も見直されることにおよび、安威川ダムが2024年現在も建設中である。
改修後、川沿いには音や回転灯で水位の上昇を知らせる「千里川水位情報システム」が設置されているほか、豊中市公式サイトでは市内を走る他の川も含めた「豊中市浸水ハザードマップ」を公開している。

## 流域の自治体
大阪府
箕面市、豊中市

## 支流
- 箕面鍋田川
- 芋川

## 流域

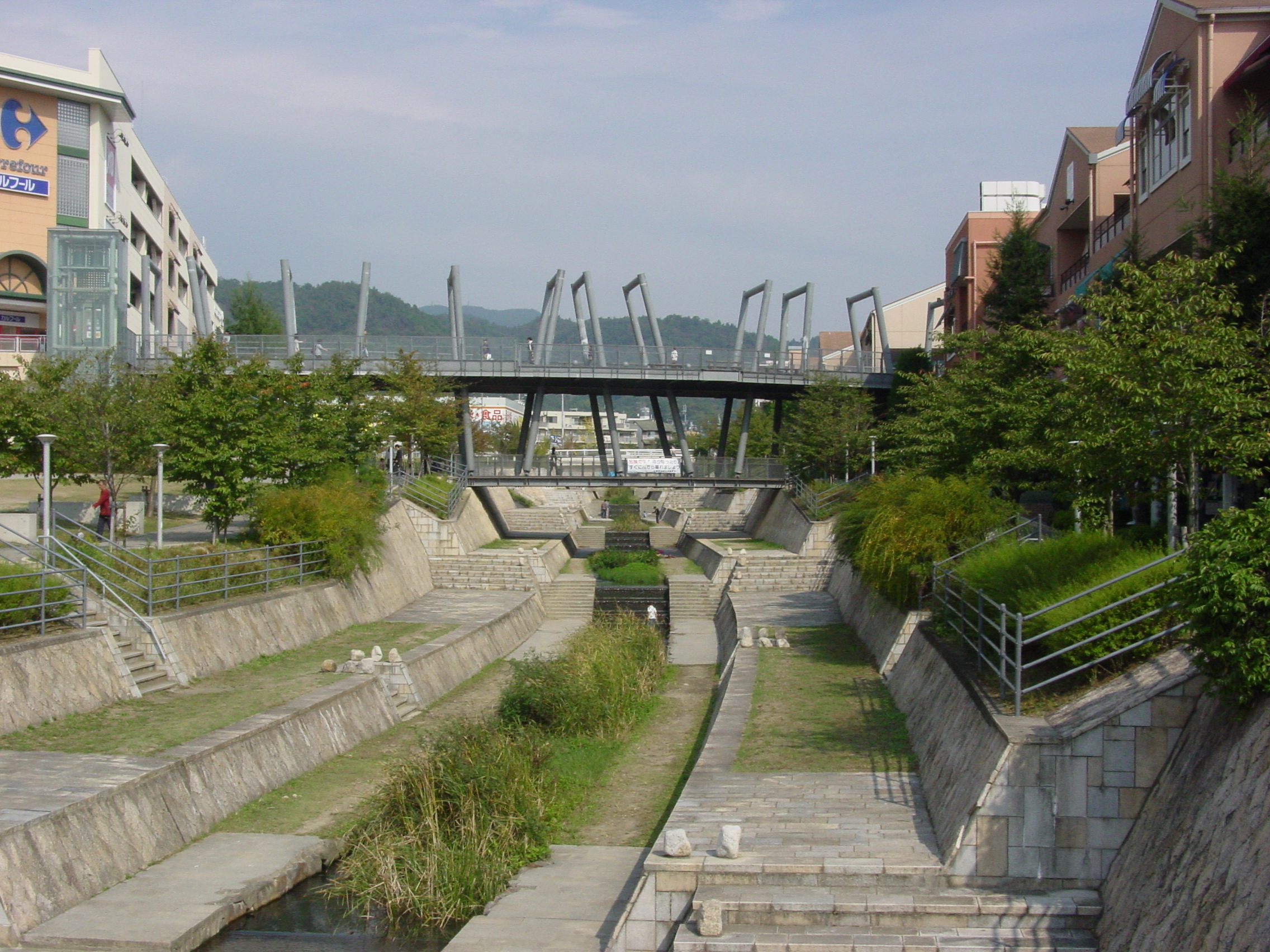
みのおキューズモール付近

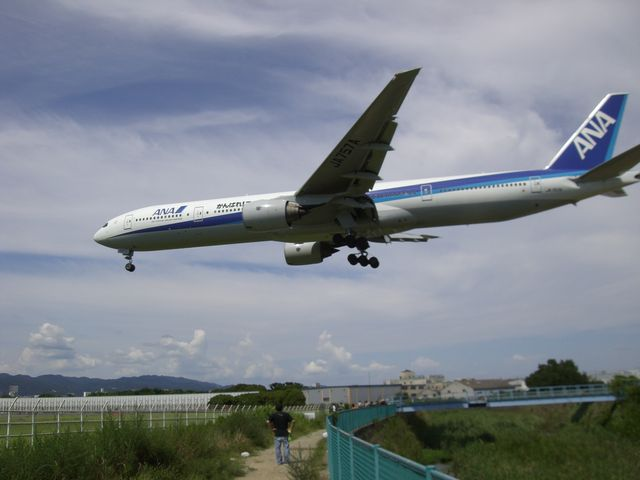
大阪国際空港南側の原田進入灯橋付近にて。滑走路へ着陸する航空機。写真左に滑走路がある

### 観光地
- 大阪国際空港の滑走路32Lの南側に水が流れる箇所があり、川沿いの道では離着陸する飛行機をごく近くで見ることができる。特に、滑走路32Lへの着陸機は頭上をかすめるように航行している。また、空港近辺は夜景がすばらしく、飛行機の撮影地やデートスポットになっている。滑走路を離着陸する飛行機を、間近で見学できる[4][5]。そのため、家族連れや航空ファンが訪れ、スポッティングや撮影が行われる。
- 平成10年（1998年）に川の付け替え工事が始まり、平成12年（2000年）に工事が終了し、箕面マーケットパーク・ヴィソラ（現在のみのおキューズモール）内を流れるようになった。現在付け替えられた区間は、親水空間を展開している。

### 生態
- 豊中市の流域では、サギやカモ、コイ、カメなどが生息している[2]。上流部の北緑丘地区から野畑地区にかけてはかつてゴミだらけだったが、地元住民の活動で魚や虫が戻り、カワセミやカルガモ、ホタルも徐々に見られるようになった[6]。
- 外来種としては、ヌートリアが確認されている[7][8]。

## 摂津名所図会 巻六 千里川（ちさとかは）
摂津名所図会には「一名六車(むくるま）川。又の名箕輪（みのわ）川又の名田代（たしろ）川。水源（みなもと）萱野（かやの）谷・牧野（まきの）の二渓（けい）より桜井谷及び新免（しんめん）・箕輪（みのわ）・走井（はしりい）・勝部（かつべ）を歴（へ）て猪名川に入る」とある。

## 位置情報
- 豊中市北緑丘付近 
  - 北緯34度48分57.68秒 東経135度28分32.23秒 / 北緯34.8160222度 東経135.4756194度